# 대한자전거연맹
대한자전거연맹(Korea Cycling Federation)은 대한민국 자전거 경기의 진흥과 보급을 통해 국민체력향상 및 국위선양 도모를 목적으로 1998년 9월 8일 설립 허가된 대한민국 문화체육관광부 소관의 사단법인이다.

## 연혁
- 1945년 11월 : “조선자전차경기연맹” 창립 및 대한체육회 가맹
- 1946년 4월 : “조선자전차경기연맹” 창립
- 1947년 6월 : 국제 자전거 경기 연합(UCI) 가입
- 1962년 9월 : 아시아 사이클 연맹(ACC) 창립 가입
- 1968년 1월 : “대한자전차경기연맹”을 “대한사이클경기연맹”(KACF)으로 개정
- 1994년 12월 : “대한사이클연맹”(KCF)으로 개칭
- 2015년 8월 : 대한사이클연맹과 전국자전거연합회가 대한자전거연맹으로 합쳐서 “대한자전거연맹”으로 이름 바꿈.[1]

## 조직
전국 대의원과 회장, 이사회, 각종 위원회로 구성되어 있고 최고 의결기관으로 총회가 있다. 감사로 최불암, 홍보위원으로 가수 김세환, 김창완, 최유라, 김현철 (가수) 등이 임명되어 있다.

## 주요 사업
- 사이클 국내외 경기의 개최 및 참가
- 사이클 경기기술의 연구 및 향상
- 사이클 경기에 관한 선전 및 계몽

## 주요 활동
올림픽 등 각종 체육 대회의 자전거 경기에 참가하고, 대한민국에 자전거 경기를 여는 등으로 자전거 운동을 널리 보급하고, 비전문가 자전거 경기인 및 그 단체를 총괄 지도하고 키우는 체육 조직이다.